# 羽咋市立余喜小学校
羽咋市立余喜小学校（はくいしりつ よきしょうがっこう）は、石川県羽咋市にある公立小学校。

## 概要
- 閉校前の2022年度の児童数39名。

## 沿革
- 1876年 - 開校。
- 1940年 - 余喜国民学校。
- 2016年 - 創立140周年。
- 2023年 - 児童数減少により閉校。

## 通学区域
- 羽咋市[1]
  - 酒井町、四柳町、大町、金丸出町、下曽祢町